# Acrocercops aellomacha
Acrocercops aellomacha là một loài bướm đêm thuộc họ Gracillariidae. Nó được tìm thấy ở New Zealand.
Sải cánh dài 7–9 mm.

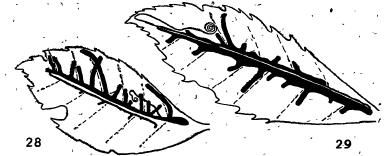

Ấu trùng ăn Nothopanax arboreum, Nothopanax simplex, và Nothopanax sinclairii. Chúng ăn lá nơi chúng làm tổ.